# (7002) Bronshten
(7002) Bronshten (1971 OV) est un astéroïde de la ceinture principale aréocroiseur, découvert le 26 juillet 1971 par l'astronome soviétique Nikolaï Tchernykh à l'Observatoire d'astrophysique de Crimée.
Il a été ainsi nommé en l'honneur de Vitaly Bronshten.